# Laportea armata
Laportea armata är en nässelväxtart som beskrevs av Otto Warburg. Laportea armata ingår i släktet Laportea och familjen nässelväxter. Inga underarter finns listade i Catalogue of Life.